# بحر دار كينيما
نادي بحر دار كينيما لكرة القدم (بالأمهرية: ባህርዳር ከነማ እግር ኳስ ክለብ)‏ هو نادٍ إثيوبي لكرة القدم مقره في بحر دار. يلعبون في الدوري الإثيوبي الممتاز.